# 742 Зимзелена Тераса
742 Зимзелена Тераса је измишљена адреса из популарне ТВ серије Симпсонови. У њој живи породица Симпсон. Лево од Зимзелене Терасе 742 налази се Зимзелена Тераса 744 у којој живи породица Фландерс.